# Sergei Stanislawowitsch Udalzow

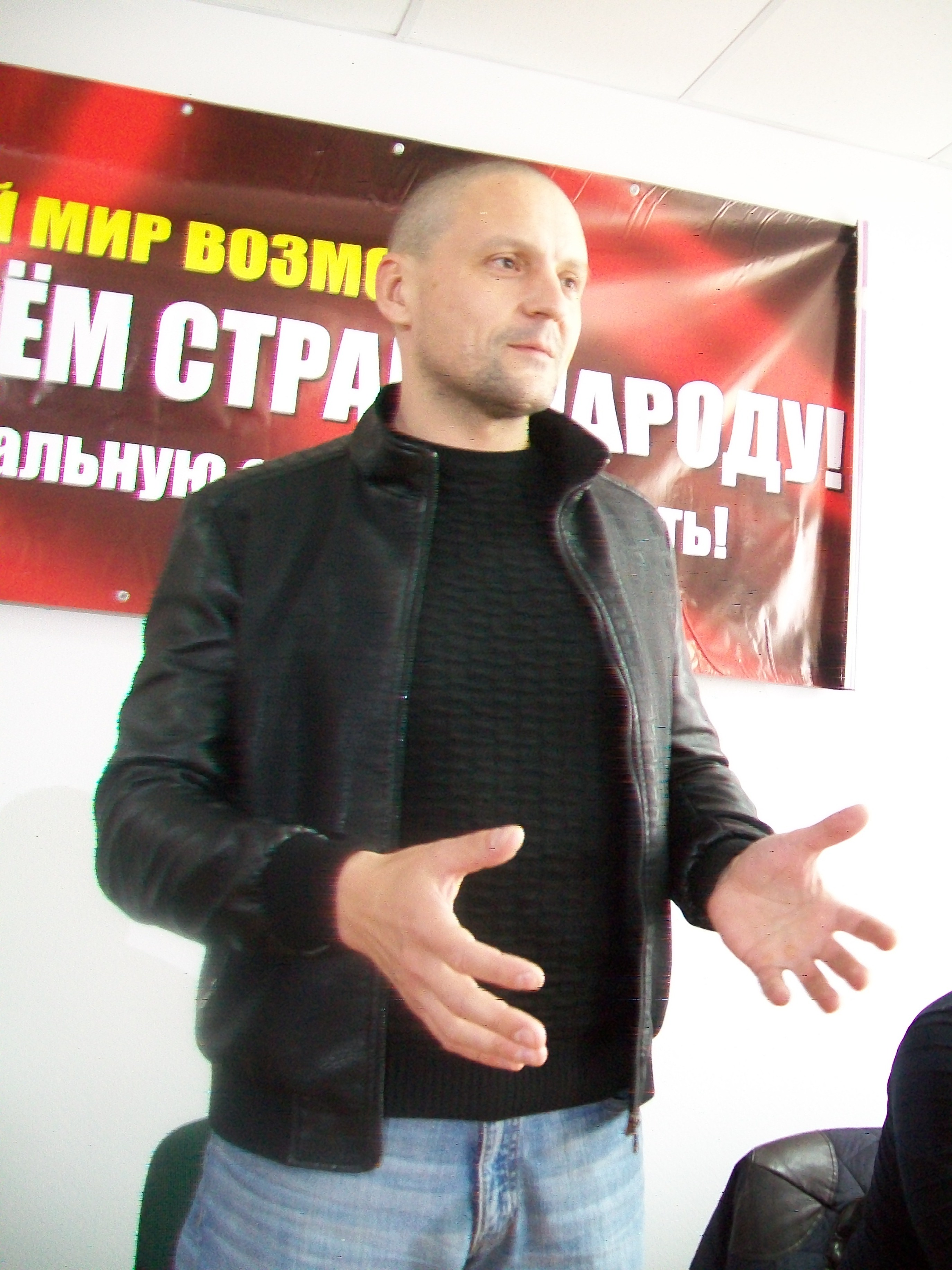
Stanislawowitsch Udalzow in 2018

Sergei Stanislawowitsch Udalzow (russisch Серге́й Станисла́вович Удальцо́в, wiss. Transliteration Sergej Stanislavovič Udal'cov; * 16. Februar 1977 in Moskau) ist ein russischer Politiker. Er ist Führer der Bewegung Avantgarde der Roten Jugend AKM, Mitglied des Exekutivkomitees der Linken Front und weiterer, miteinander assoziierter Bewegungen des linken Spektrums und der Bürgerrechtsbewegung. Udalzow ist bekannt dafür, dass er für seine Protestaktionen häufig verhaftet wurde. Im Gefängnis wendet er oft das Protestmittel des Hungerstreiks an.

## Leben
Udalzow begründete 1998 die Bewegung Avantgarde der Roten Jugend AKM' als Jugendbewegung von Trudowaja Rossija, der Arbeiterpartei Wiktor Anpilows. 2002–2003 war Udalzow Mitglied des Zentralkomitees der Partei Kommunisten des arbeitenden Russlands, die im Juli 2003 aufgelöst wurde.
1999 schloss Udalzow das juristische Examen der Moskauer Staatlichen Akademie für Wassertransport ab und arbeitete als Jurist in der Zeitung Glasnost. Im selben Jahr kandidierte er für die Dumawahlen auf einer Liste, welche die Fünf-Prozent-Hürde nicht überwand.
2005 kandidierte er für das Moskauer Stadtparlament auf der Liste der KPRF.
Von 2006 bis 2007 kooperierte die Bewegung AKM von Sergei Udalzow mit dem Bündnis Anderes Russland von Garri Kasparow und nahm auch an den „Märschen der Unzufriedenen“ von Anderes Russland teil.
2008 wurde Udalzow anlässlich der Gründungskonferenz der Linksfront " (Левый Фронт) ins Ausführende Komitee (bestehend aus 30 Personen) dieser Bewegung gewählt; er war bis dahin organisatorischer Koordinator der Linksfront.
2009 wurde Udalzow Mit-Vorsitzender der Partei Vereinigte Russländische Arbeitsfront, abgekürzt „ROT Front“ (РОТ Фронт). Dieselbe Benennung wird allerdings auch für die gleichnamige Moskauer Süßwarenfabrik verwendet. Seit dem Jahr 2010 tritt Udalzow als Organisator regelmäßiger Protestkundgebungen, des sogenannten „Tag des Zorns“ (День Гнева), auf.
Udalzow war eine der maßgeblichen Figuren bei der Organisation und Durchführung der Proteste nach den russischen Parlamentswahlen 2011, die auf die seiner Meinung nach massiven Fälschungen bei dieser Wahl folgten. So verbrachte er nach den Protesten am 5. Dezember 2011 15 Tage im Gefängnis.
Bei den Präsidentschaftswahlen 2012 unterstützte Udalzow den Kandidaten der KPRF, Gennadi Sjuganow.
Als Udalzow am 17. August 2012 an den Protesten gegen das Urteil gegen die Musikerinnen von Pussy Riot teilnahm, wurde er in Moskau zusammen mit dem Ex-Schachweltmeister Garri Kasparow und rund 60 weiteren Demonstranten verhaftet.
Im Oktober 2012 wurde bekannt, dass die russische Justiz Ermittlungen gegen Udalzow wegen des Verdachts auf Anstiftung zu Massenunruhen aufgenommen hat. Er wurde verhört und seine Wohnung sowie die seiner Eltern durchsucht. Bei einer Verurteilung droht ihm eine Haftstrafe von bis zu zehn Jahren. Ende desselben Monats wurde er während einer Solidaritätsaktion für verfolgte russische Oppositionelle in Moskau gemeinsam mit Alexei Nawalny und Ilja Jaschin „wegen Erregung öffentlichen Ärgernisses“ festgenommen. Nach einigen Stunden wurden sie wieder freigelassen.
Udalzow wurde am 24. Juli 2014 und der Mitangeklagte Leonid Raswosschajew zu je viereinhalb Jahren Lagerhaft verurteilt, weil sie im Mai 2012 zu gewaltsamen Ausschreitungen angestiftet hätten, bei denen 78 Polizisten verletzt worden seien. Die Staatsanwaltschaft hatte acht Jahre Lagerhaft Strafausmaß gefordert.  Sofort nach der Urteilsverkündung trat Udalzow in einen 24 Tage langen Hungerstreik. Udalzow wurde im August 2017 entlassen.
Am 11. Januar 2024 wurde Udalzow im Zuge eines Strafverfahrens wegen Rechtfertigung von Terrorismus ermittelt und in Untersuchungshaft genommen. Laut Udalzow seien Blogeinträge, in denen er seine Unterstützung für einen marxistischen Debattenklub in der Millionenstadt Ufa geäussert habe, Anlass der Strafverfolgung. Am Tag zuvor hatte Udalzows "Linke Front" im Zentrum Moskaus in der Nähe des Kremls und der Präsidialverwaltung Mahnwachen abgehalten und den Rücktritt des Gouverneurs des Moskauer Gebiets, Andrej Worobjow, gefordert, weil Zehntausende Moskauer wegen Ausfällen der Wärmeversorgung gefroren haben.
Am 9. Februar 2024 nahm Rosfinmonitoring Udalzow in die Liste der an extremistischen und terroristischen Aktivitäten beteiligten Personen auf. Die Untersuchungshaft gegen Udalzow wurde mehrmals verlängert, am  23. April 2025 fand vor dem Militärgericht des 2. westlichen Bezirks Moskaus die Fortsetzung der Anhörung in der Hauptsache statt.

## Politische Positionen
Bei den russischen Präsidentschaftswahlen 2018 unterstützte Udalzow Pawel Grudinin. der als unabhängiger Kandidat für die  Kommunistische Partei der Russischen Föderation (KPRF) kandidierte. Das war Teil der Strategie, die Linke zu einer dritten Kraft zwischen Putin und Alexej Nawalnyj zu vereinen und so weit wie möglich innerhalb des restriktiven Wahlsystems zu agieren nach dem Motto " dieses System umarmen, bis es keine Luft mehr bekommt".
Udalzow unterstützt die Annexion der Krim 2014 und die Unabhängigkeit der "Volksrepubliken" Donezk und Lugansk, die sich "selbstveständlich selbst verteidigen können", doch den Krieg auf die gesamten Ukraine auszuweiten, sei nicht im Interesse der russischen und ukrainischen Werktätigen. Weder das "Maidan-Regime" noch Präsident Wladimir Putin sollten Unterstützung erhalten, plädierte für eine "konsequente Bekämpfung" des "ukrainischen Faschismus".

## Familienleben
Udalzow ist mit der Duma-Abgeordneten Anastassija Udalzowa, verheiratet. Das Paar lebt in Moskau und hat zwei Kinder.